# Eousdryosaurus
Eousdryosaurus („východní Dryosaurus“) byl rod menšího býložravého dinosaura z čeledi Dryosauridae. Žil v období svrchní jury (asi před 152 miliony let) na území dnešního Portugalska.

## Historie
Fosilie tohoto dinosaura byly objeveny v pískovcových sedimentech souvrství Lourinhã (člen Praia da Amoreira-Porto Novo) na území Porto das Barcas, oblast Lourinhã (centrálně-západní Portugalsko). Holotyp nese označení SHN(JJS)-170 a představuje částečně zachovanou kostru, zejména pak fosilní obratle a části kostry končetin. O tomto dinosaurovi bylo ve vědecké literatuře (v rámci vědeckého kongresu) poprvé pojednáno v roce 2000, formálně popsán pak byl až roku 2014.

## Popis a zařazení
Eousdryosaurus byl menším bipedním býložravým dinosaurem, žijícím pravděpodobně ve stádech. Dochovaný jedinec byl velmi malý, jeho celková délka je odhadována na 1,6 metru (stehenní kost měří jen 19 cm a holenní kost 20 cm). Články prstů na zadní končetině eousdryosaura byly redukované, což dalo dinosaurovi jeho druhové jméno. Podle provedené fylogenetické analýzy byl druh E. nanohallucis bazálním zástupcem čeledi Dryosauridae (resp. kladu Styracosterna) a blízkým příbuzným rodů Callovosaurus, Dryosaurus a Kangnasaurus.